# George Bouverie Goddard
George Bouverie Goddard (* 25. Dezember 1832 in Salisbury, Wiltshire, England, Vereinigtes Königreich; † 6. März 1886 in Hammersmith, London, England, Vereinigtes Königreich) war ein britischer Maler und Illustrator, der sich auf Sport-, Jagd- und Tiermotive spezialisiert hatte und diese häufig sowohl als Gemälde wie auch als Gravur anfertigte.

## Leben
George Bouverie Goddard war das, was man mit Fug und Recht als Naturtalent bezeichnen kann, denn schon mit zehn Jahren zeichnete er Bilder, die eine große Nachfrage erreichten, obwohl er nie eine künstlerische Ausbildung genossen hatte. Obgleich er von seinem Umfeld bei dieser Entscheidung eher Gegenwind und Widerspruch erfuhr, beschloss Goddard, eine Laufbahn als Künstler einzuschlagen. 1849 zog Goddard nach London, wo er etwa zwei Jahre damit zubrachte, in zoologischen Gärten Tiere zu studieren und zu zeichnen. Zu dieser Zeit erstritt sich Goddard seinen Lebensunterhalt mit dem Zeichnen von Sportillustrationen für Zeitschriften wie Punch. Kurzzeitig kehrte er noch einmal in seine Heimatstadt Salisbury zurück, zog aber, weil ihm die Auftragslage in Salisbury nicht ausreichte, 1857 endgültig nach London.
Schon 1856 hatte Goddard seine erste Ausstellung bei der Royal Academy of Arts: Hunters (Jäger). Eine weitere Ausstellung, Casuals (Aushilfen), folgte zehn Jahre später, also 1866. Von da an stellte Goddard im Zweijahresrhythmus aus: Home to die: an afternoon fox with the Cotswolds (Daheim um zu sterben: eine nachmittägliche Fuchsjagd mit den Cotswolds; 1868), The Tournament (Das Turnier; 1870), Sale of New Forest Ponies at Lyndhurst (Verkauf von New-Forest-Ponys auf Lyndhurst; 1872). Danach arbeitete Goddards vermehrt an großformatigen Bildern wie Lord Wolverton’s Bloodhounds (Lord Wolvertons Bluthunde). Diese Bilder gelten trotz des großen Lobes, das er für seine Zeichnungen und Gravuren einheimste, als Goddards beste Arbeiten.
Goddard war eng mit seinem Künstlerkollegen Charles Keene befreundet, mit dem er sich einige Zeit ein Atelier in der Baker Street teilte.
1886 besuchte Goddard seinen todkranken Vater und zog sich bei der Reise einen grippalen Infekt zu, wegen dessen er seinen Vater nur um wenige Tage überleben sollte. George Bouverie Goddard starb in seiner Residenz in Brook Green, Hammersmith, London, Vereinigtes Königreich. Er wurde 53 Jahre alt.

## Werk und dessen Rezeption
Goddards frühes Werk besteht vor allem aus Tierstudien und Illustrationen für Wochenzeitschriften wie Punch. Hierzu zählen primär Sportillustrationen, an denen sich Goddards Passion für den Jagdsport abzeichnet. Es sind unzählige Gravuren Goddards erhalten, zu denen neben Jagdszenen und der Anthologie Die Monate auch Bilder von Tieren gehören, die im Vereinigten Königreich nicht heimisch sind – zum Beispiel die Gravur At Bay (Im Schach), die einen Tiger in Verteidigungsposition zeigt.
Doch Goddard fühlte sich, obwohl seine Tierstudien und Sportillustrationen als die besten seit John Leech gepriesen wurden, zu Höherem berufen, denn obgleich Goddard mit Zeichnungen, die dann als Gravuren veröffentlicht wurden, begann, ist doch die Ölfarbe das Medium, in dem sich sein ganzes Können offenbart. Nach seinen Ausstellungen bei der Royal Academy of Arts, arbeitete Goddard vermehrt an großen Gemälden. So stellte er 1875 das mit einer Länge von über vier Metern besonders groß geratene Gemälde Lord Wolverton’s Bloodhounds (Lord Wolvertons Bluthunde) aus, das George J. Whyte-Melville in seinem Buch Riding Recollections in höchsten Tönen lobte. Diesem Bild folgte 1876 Colt-hunting in the New Forest (Fohlenjagd im New Forest). 1877 bestritt Goddard neue Wege und ließ sich statt von Jagd- oder Naturmotiven von John Miltons Versepos Paradise Lost (Das Verlorene Paradies) zu seinem Bild The Fall of Man (Der Abfall des Menschen) inspirieren. Dieses Werk Goddards wurde besonders gelobt. So griff die Royal Academy dieses Werk heraus und schrieb dazu: „the savagery of the brute nature ensuing upon the disobedience of Adam and Eve“ („die Grausamkeit und brutale Natur folgt dem Ungehorsam von Adam und Eva“). 1879 folgte das auch als Gravur veröffentlichte Gemälde The Struggle for Existence (Der Kampf ums Dasein), das in der Walker Fine Art Gallery in Liverpool ausgestellt wurde. Im Zweijahresrhythmus folgten Rescued (Gerettet; 1881), Love and War (Liebe und Krieg; 1883) und Cowed (Eingeschüchtert; 1885).
Heute werden Gemälde Goddards bei Auktionen mit Preisen zwischen 1252 USD und 25000 USD gehandelt. Den Spitzenpreis von 25000 USD erzielte 2005 das Gemälde The Meet (Das Treffen), ein 71,2 × 91,5 cm großes Ölgemälde auf Leinwand, das eine sich vorbereitende Jagdgesellschaft zeigt.